# Рунггальдир, Алексия
Алексия Рунггальдир (итал. Alexia Runggaldier, нем. Alexia Runggaldier; род. 27 ноября 1991, Брессаноне, Трентино-Альто-Адидже) — итальянская биатлонистка, бронзовый призёр чемпионата мира 2017 года в индивидуальной гонке.

## Карьера
С 2008 года входит в сборную Италии. Тренируется в Санта-Кристина-Вальгардена.
В юниорской карьере участвовала в четырёх чемпионатах мира, но только в эстафете завоёвывала медали. В 2008 (Рупольдинг) и 2009 (Канмор) это была бронза, а в 2011 (Нове-Место) и 2012 — серебро (Контиолахти).
Серебряный призёр чемпионата мира 2013 года по летнему биатлону в смешанной эстафете.
Алексия является участницей Олимпиады 2014 года в Сочи, где заняла 43-й в индивидуальной гонке.
20 апреля 2020 года Рунггальдир объявила о завершении спортивной карьеры.

## Личная жизнь
Она знает итальянский, немецкий и английский языки.